# Jungle Book: Rikki-Tikki-Tavi to the Rescue
Jungle Book: Rikki-Tikki-Tavi to the Rescue è un film di animazione tedesco del 2006 prodotto e diretto da Rick Ungar.
Realizzato in CGI e distribuito direttamente in formato DVD, si basa sui racconti de Il libro della giungla di Rudyard Kipling facendo comparire insieme i personaggi delle storie di Mowgli e la mangusta Rikki-tikki-tavi, protagonista dell'omonimo racconto.